# Fille du marais d'Uchte
La Fille du marais d'Uchte, également connue sous le surnom de Moora, est le nom donné au squelette fossile et au corps en partie momifié d'une femme de l'Âge du fer, découvert en 2000 dans une tourbière, près d'Uchte, dans le Land de Basse-Saxe, en Allemagne.

## Historique
Les restes du corps ont été découverts en deux étapes au cours de l'exploitation d'une tourbière, près d'Uchte, en Basse-Saxe. La plupart des ossements ont été mis au jour en 2000, puis une main momifiée en 2005. L'intérêt archéologique de la découverte n'a pas été reconnu immédiatement, les premières hypothèses portant sur une mort relativement récente. Il a fallu attendre la deuxième découverte en 2005 pour lancer l'étude détaillée des restes sous un angle archéologique.

## Datation
La datation par le carbone 14 effectuée à l'université Christian Albrecht de Kiel a montré que Moora était morte entre 764 et 515 av. J.-C., ce qui correspond au début de l'Âge du fer.

## Description
Contrairement aux pratiques funéraires de l'Âge du fer, le corps n'a pas été incinéré. Toutes les parties du corps ont été retrouvées à l'exception de l'une des omoplates. Moora était nue au moment où elle a été déposée dans la tourbière.
Moora devait avoir entre 17 et 19 ans au moment de sa mort. Elle était gauchère. Il est possible qu'elle ait fait d'intenses travaux physiques et ait probablement porté de lourdes charges, comme des jarres d'eau à travers la lande.
Selon Dennis Saring de l'Hôpital universitaire de Hambourg-Eppendorf, Moora aurait subi au moins deux fractures du crâne partielles qui ont guéri d'elles-mêmes. Moora aurait également eu de longues périodes de maladie associées aux difficultés des longs hivers de la région. La croissance de ses os a montré qu'au cours de son enfance et de son adolescence, Moora souffrait de malnutrition chronique. Les chercheurs ont également détecté une tumeur bénigne à la base de son crâne, ce qui a conduit à la courbure de sa colonne vertébrale et à l'inflammation chronique des os de sa jambe. Cependant, la cause de son décès est inconnue.

## Reconstructions faciales
Le visage de Moora a été reconstruit à quatre reprises, dont deux fois numériquement. Les deux reconstructions traditionnelles ont été créées par le moulage d'une matière plastique sur le crâne. L'artiste devait estimer la forme des lèvres de la jeune fille, la couleur de ses cheveux et le teint de sa peau, comme pour la Fille d'Yde. Les reconstructions numériques ont été créées par Ursela Wittwer-Backofen.

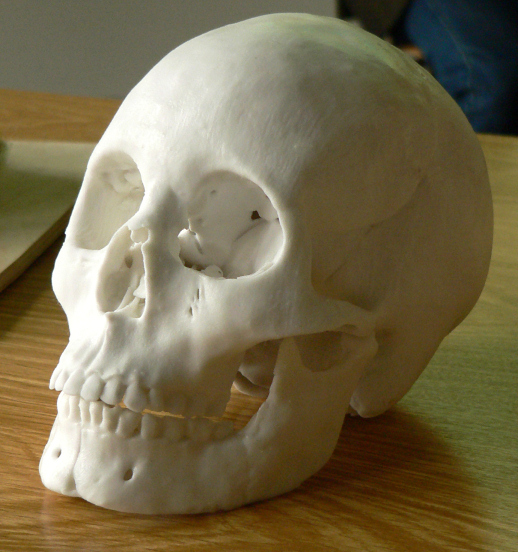
La reconstruction 3D du crâne
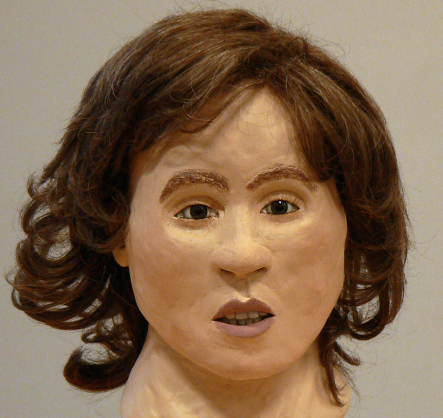
La reconstruction du visage avec des cheveux bruns
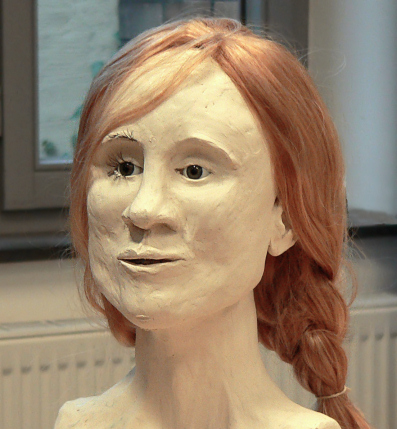
La reconstruction du visage avec les cheveux roux

## Conservation
Le squelette est conservé au musée de Basse-Saxe, à Hanovre.